# Stan Brittain
Pour les articles homonymes, voir Brittain.
Arthur Stanley Brittain, dit Stan Brittain, né le 7 octobre 1931 à Liverpool, est un coureur cycliste britannique. Il est médaillé d'argent aux Jeux olympiques en contre-la-montre par équipes en 1956 à Melbourne.

## Palmarès
- 1955
  - Tour of the North
  - 9e étape du Tour d'Égypte
  - 3e de la Course de la Paix
- 1956
  - Tour of the North
  -  Médaillé d'argent du contre-la-montre par équipes aux Jeux olympiques
  - 3e des Sex-Dagars
  - 6e de la course en ligne aux Jeux olympiques
- 1957
  - Tour of the North
  - 2e et 9e étapes de la Course de la Paix
  - Sex-Dagars
  - 2e de la Course de la Paix
  - 3e du Manx Trophy
- 1960
  - 1re étape du Circuit d'Auvergne
- 1963
  - 3e du Witham Valley Grand Prix

## Résultats sur le Tour de France
3 participations
- 1958 : 68e
- 1960 : abandon (9e étape)
- 1961 : abandon (4e étape)